# 591763 Orishut'
591763 Orishut' è un asteroide della fascia principale. Scoperto nel 2014, presenta un'orbita caratterizzata da un semiasse maggiore pari a 2,6926339 au e da un'eccentricità di 0,1559174, inclinata di 12,13559° rispetto all'eclittica.
L'asteroide prende il nome dall'omonimo villaggio russo vicino a Joškar-Ola, che festeggiava i duecento anni dalla fondazione.